# Salizional

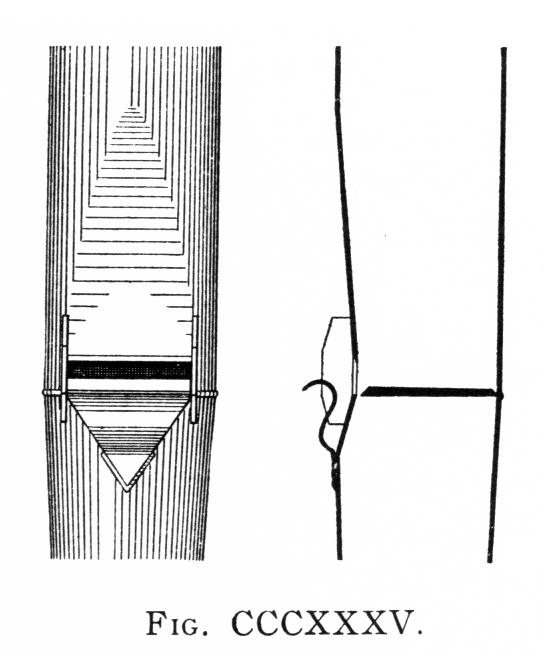
Salicional síp (részlet)

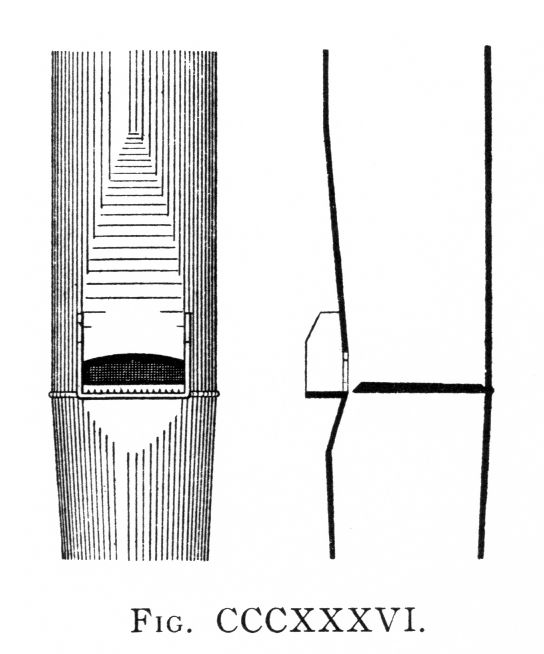
Salicional síp (részlet)

A Salicional az orgona egyik regisztere.
| német: | Salizional      |
| angol: | Salicional      |
| latin: | Salicis Fistula |

## Leírás
Szinte mindig nyitott cilindrikus fém ajaksíp, de előfordul fából, kónikus, sőt fordított kónikus változatban is. Leggyakrabban 8', de előfordul 16' és 4' is, ritkán 2'. Szűk menzúrájú. A sípszáj kicsiny, az ajakszélesség jellemzően a kerülethez viszonyítva 1/6 és 1/5  közötti. A felvágás változó, 1/5 és 2/9 közötti, ritkán haladja meg az 1/3-ot. Jellemző a hengeres szakáll, főleg mély és közepes fekvésben.
Neve a latin salix (fűzfa) szóból ered. Latinul a Salicis Fistula rusztikus fűzfasípot jelent. A 15. század végén jelent meg mint fuvolaszerű hangszín, a későbbiekben fokozatosan alakult át vonósjellegű regiszterré.

## Változatok
| - Salamine - Contra Salicional (16') - Double Salicional (16') | - Echo Salicional - Salicet (4') - Salicetina (2') | - Salicetbass (16') - Salicional Celeste - Salicional Diapason | - Voix Celeste |